# لوردات سالم (فلم)
لوردات سالم (بالإنجليزية: The Lords of Salem) هو فيلم رعب تم إنتاجه في كندا والمملكة المتحدة والولايات المتحدة وصدر سنة 2012، من بطولة شيري مون زومبي وسيد هيغ وبروس ديفيسون.

## القصة
ساحرات مدينة سلام في ولاية ماساتشوستس يتم قتلهم في القرن السابع عشر، لكنهن يعدن فجأة للانتقام.

## الميزانية والإيرادات
كلف الفيلم ميزانية 1.5 مليون دولار وحقق أرباح تقدر بـ 1,544,989 دولار.

## روابط خارجية
- مقالات تستعمل روابط فنية بلا صلة مع ويكي بيانات